# Coors Brewing Company
A Coors Brewing Company amerikai sörfőzdeként és sörgyártóként indult a coloradói Goldenben. 2005-ben az Adolph Coors Company, a Coors Brewing tulajdonosa holdingtársaság beolvadt a Molson, Inc.-be és Molson Coors lett.

## Története
Alapítás
1873-ban Adolph Coors és Jacob Schueler poroszországi német bevándorlók az Egyesült Államokba emigráltak, és egy sörgyárat alapítottak a coloradói Goldenben, miután megvették a Pilsner-féle sör receptjét egy William Silhan cseh bevándorlótól. A Coors 2000 dollárt fektetett be a műveletbe, Schueler pedig 18 000 dollárt. 1880-ban Coors kivásárolta partnerét, és a sörgyár kizárólagos tulajdonosa lett.
Tilalom
A Coors Brewing Company-nak viszonylag épen sikerült túlélnie a tilalmat. Évekkel azelőtt, hogy a Volstead törvény országosan hatályba lépett, Adolph Coors fiaival, Adolph Jr., Grover és Herman megalapította az Adolph Coors Sörfőző és Gyártó Vállalatot, amelybe Herold Porcelain és egyéb vállalkozások is beletartoztak. Maga a sörfőzde maláta tej és a sör közeli gyártóvá. A Coors édességgyártás céljából értékesítette a malátázott tej nagy részét a Mars cukorkacégnek. A vállalat alkoholmentes sörpótlója, a Manna a jelenlegi alkoholmentes italokhoz hasonló közeli sör volt. Coors és fiai azonban nagymértékben támaszkodtak a porceláncégre, valamint egy cement- és ingatlancégre, hogy a Coors Sörfőzdét felszínen tartsák. 1933-ra, a tilalom lejárta után a Coors sörfőzde egy a maroknyi túlélő sörfőzde közül.
Termékek
Első 100 éves fennállásának nagy részében a Coors sört kizárólag az amerikai nyugaton forgalmazták.  Míg Kalifornia és Texas a 11 állambeli terjesztési terület részét képezte, Washington és Montana csak 1976-ban jelent meg.Oregon csak 1985-ben hagyta jóvá az élelmiszerboltokban történő értékesítést). Ez misztikát adott és újdonsággá tette, különösen a keleti parton. Ezt az ikonikus státuszt tükrözte az 1977-es Smokey és a Bandita című film. A vállalat az 1980-as évek közepén végre országos terjesztést hozott létre az Egyesült Államokban.
1959-ben Coors lett az első amerikai sörfőző, aki teljesen alumínium italosdobozt használt. Szintén 1959-ben a vállalat felhagyott a pasztőrözéssel, és steril szűréssel kezdte használni a sör stabilizálását. A Coors-é jelenleg a világ legnagyobb alumíniumdobozgyártó üzeme, a Rocky Mountain Metal Container (RMMC). Az RMMC a Ball Metal és a Coors közös vállalkozása, amelyet 2003-ban alapítottak.
Az 1970-es évek közepén Coors feltalálta az alommentes nyomófület, a gyűrűs fül helyett. A fogyasztók azonban nem szerették a tetejét, és nem sokkal később megszüntették.
A Coors Light 1978-ban került bevezetésre. Az „Ezüst golyó” régóta használt szlogenje nem a sört, hanem inkább az ezüst színű kannát írja le, amelybe a sört csomagolják. A Coors Light-ot egykor "sárga hasú" dobozokban gyártották, mint a teljes szilárdságú Coors, de amikor a sárga színezést eltávolították, és a doboz többnyire ezüst maradt, sokan a sört "Ezüst golyónak" nevezték el.
Tulajdonosváltás
2004. július 22-én az Adolph Coors Company, a Coors Brewing tulajdonosa holdingtársaság bejelentette, hogy beolvad a kanadai Molson, Inc. sörgyártó társaságba. Az egyesülés 2005. február 9-én fejeződött be, az egyesített társaság neve Molson Coors Brewing Társaság. A Coors Brewing Company az új társaság leányvállalata lett. Az egyesülés miatt a Molson Coors az Egyesült Államok harmadik legnagyobb sörgyártójának, az Egyesült Királyság második legnagyobb sörfőzőjének minősült.
Márkák
A Coors felelős számos alkoholtartalmú márka gyártásáért. Ezek közül a legjelentősebbek a Blue Moon, a Coors Bankett, a Coors Light.